# Concordium
Concordium foi uma comunidade intencional vegetariana fundada em 1838 na "Alcott House" em Ham Common, perto de Richmond, por um grupo de seguidores de James Pierrepont Greaves (1777-1842). Era uma comunidade inspirada nas ideias de Robert Owen, baseada na harmonia e na cooperação em oposição à competição e ao antagonismo reinantes na sociedade capitalista.
Greaves era um amigo e divulgador das ideias educacionais de Johann Heinrich Pestalozzi. Em Concordium foi instalada uma escola na qual a boa parte da experiência educacional era ao ar livre e sem punições, em uma época na qual os castigos corporais a estudantes eram comuns. Era uma escola que buscava o crescimento moral das crianças e não apenas a sua instrução, o objetivo era "formar homens e mulheres no sentido integral" ao invés de apenas torná-los aptos para cumprir um papel instrumental na sociedade. Os integrantes daquela comunidade acreditavam no papel do meio ambiente na formação da personalidade e do comportamento e viam a educação como a chave para produzir pessoas capazes de viver em uma sociedade verdadeiramente cooperativa.
A atividade econômica era cooperativa e a propriedade privada repudiada.
Diferentemente do que ocorria em outras comunidades socialistas utópicas da época, em Concordium havia uma ênfase no modo de vida austero: na comunidade viviam homens e mulheres, mas eles eram celibatários; havia a obrigação de acordar cedo; os banhos eram frios, os trajes eram simples, havia ênfase na limpeza e comiam vegetais crus. A comunidade tinha aspectos religiosos que: misturavam idealismo e misticismo; enfatizavam a harmonia e a unidade cósmica; repudiavam qualquer estrutura religiosa formal; rejeitavam doutrinas e igrejas e adotavam o "amor" como um conceito abrangente. O objetivo da comunidade criar condições amáveis, inteligentes e eficientes para o progresso divino na humanidade.
Em 1844, muitos integrantes deixaram a comunidade, por discordar da disciplina e abnegação exigidas. Em 1848, a comunidade foi extinta .